# Вознесенський собор (Алмати)
Вознесенський собор (каз. Вознесенск кафедралы шіркеуі) — православний храм в Алмати, на території Парку імені 28 гвардійців-панфіловців, один із двох кафедральних соборів Астанайської та Алматинської єпархії Російської православної церкви.
Був збудований у Пушкінському парку міста Вєрного Семиреченської області у 1904—1907 роках як кафедральний собор Туркестанської єпархії.
При висоті 41,4 (до підхресної кулі дзвіниці) або 54 м загалом це одна з найвищих дерев'яних церков світу; зразок сейсмостійкої споруди. Включено до списку пам'яток історії та культури Казахстану республіканського значення.

## Історія

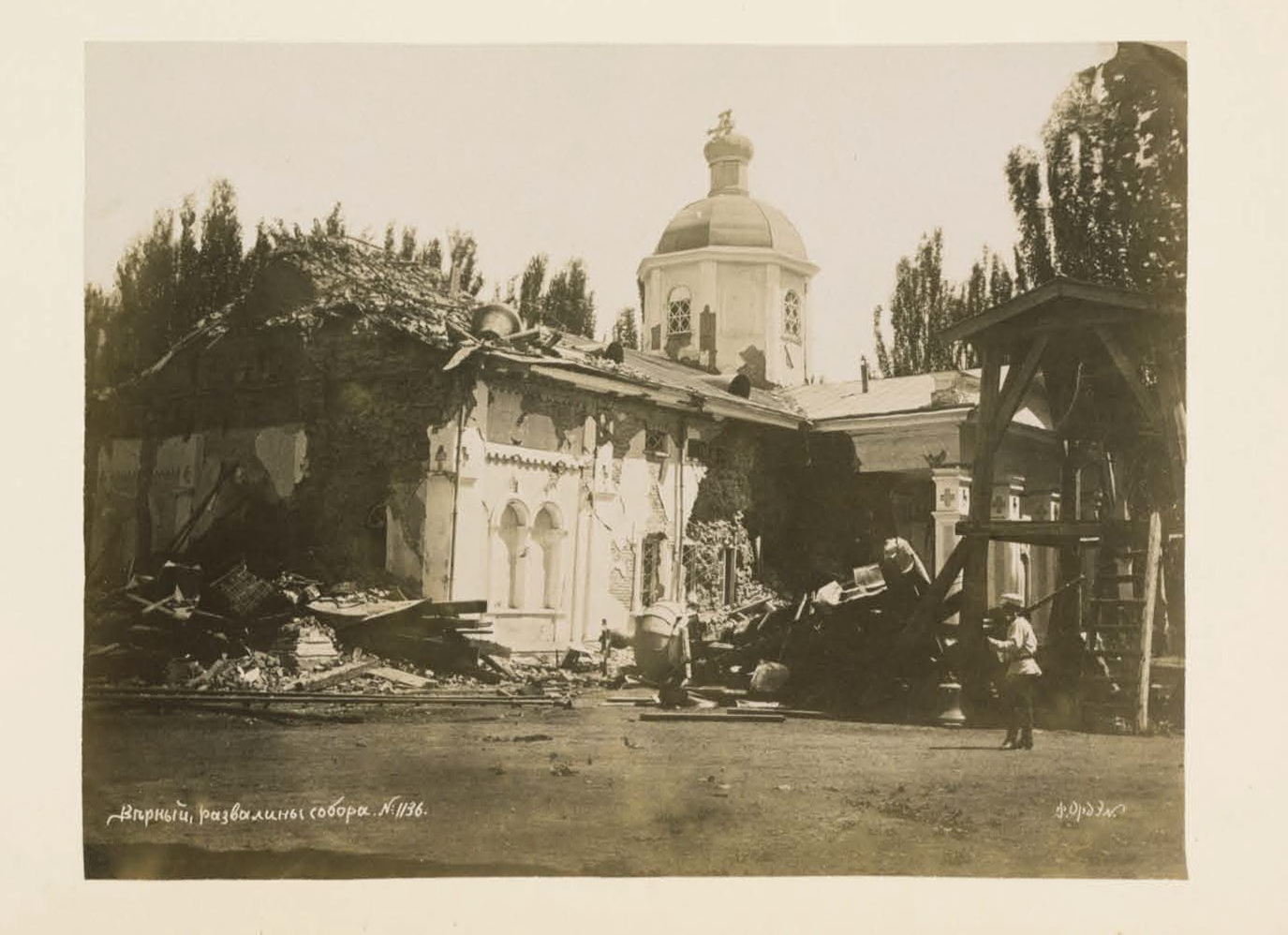
Руїни кам'яного старого собору, 1887 рік

Православний собор існував у Вієрному до найсильнішого землетрусу 1887 року, коли було зруйновано майже всі кам'яні споруди.
Про необхідність нового православного собору міста Верного говорили ще перші владики Туркестанської єпархії наприкінці ХІХ століття; з питання велося листування, було складено проєкт та кошторис, проте його було здійснено лише на початку XX століття. 26 вересня 1903 року єпископ Туркестанський і Ташкентський Паїсій (Виноградов) освятив закладку храму.
1904 року почалося будівництво храму. 1907 року жителі Вєрного змогли оцінити унікальний витвір архітектури, який звели з деревини тянь-шанської ялини блакитного кольору.
Випробування жахливим землетрусом, який стався в грудні 1910 (у січні 1911 за новим стилем) року приміщення Вознесенського собору витримало благополучно: трохи просів кут дзвіниці та вибило шибки.
Туркестанський Софійський кафедральний собор (згодом перейменований на Свято-Вознесенський) будувався в 1904—1907 роках інженером Андрієм Зєнковим за проєктом архітектора Костянтина Борисоглібського. Оригінальні конструкції висотної будівлі забезпечили надійність споруди під час землетрусу 1910 року. Воно було побудоване цілком із дерев'яних деталей, з'єднаних один з одним металевими виробами кріплення. «При грандіозній висоті, — писав Зєнков про собор, — він був дуже гнучкою конструкцією. Дзвіниця його гойдалася і гнулась, як вершина високого дерева і працювала, як гнучкий брус». Лише хрест, що погнувся, нагадує про пережитий землетрус.

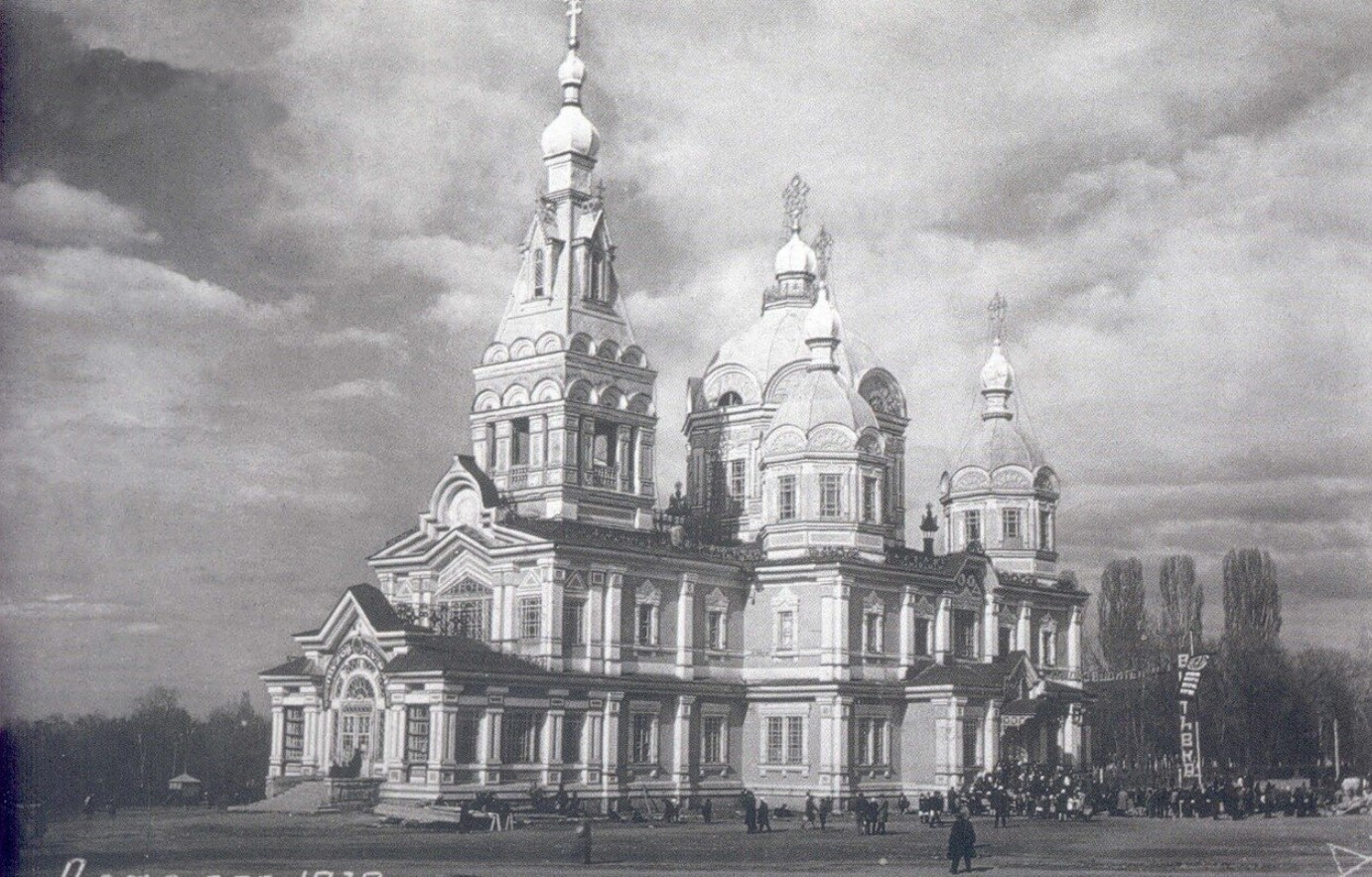
Фото собору 1930 року

У травні 1905 року в соборі служив священником Євстафій Малаховський, у майбутньому священномученик.
Внутрішнє влаштування собору зробили в художніх майстернях Москви та Києва. Іконостас виконаний художником Миколою Хлудовим.
У 1927 храм був закритий радянською владою. З 1929 використовувався як будівля Казахського центрального крайового музею. У 1930-х роках у приміщенні собору розміщувалися також громадські організації. Дзвіниця собору використовувалася під антену для організації перших радіопередач в Алма-Аті. У 1976 відбулася перша в історії будівлі реставрація. З 1985 року у зв'язку з переїздом Центрального музею Казахської РСР у нову будівлю в соборі розмістився концертно-виставковий павільйон (за іншими даними Алматинський музей історії та реставрації).
Храм було повернуто Російській православній церкві урядом Республіки Казахстан і після реставраційних робіт у травні 1995 року в соборі було відновлено служби. З липня 2017 року в соборі відбувалася масштабна реконструкція, що завершилася 28 жовтня 2020 року.

## У мистецтві та літературі
- Історія створення собору та його використання наприкінці 1920-х — на початку 1930-х років описані в романах Юрія Домбровського «Зберігач старожитностей» та «Факультет непотрібних речей».

- 2 червня 2007 року Національний банк Казахстану випустив в обіг монету «Кафедральний собор» (якість пруф) номіналом 500 теньге зі срібла 925 проби тиражем 4000 штук з метою сприяти розширенню розуміння всієї культури Казахстану, сприяти презентації релігії як мирного вчення про духовне і моральне самовдосконалення особи. На аверсі монети зображено герб Казахстану та розділені точками написи по колу «500 ТЕГЕ», «ҚАЗАҚСТАН РЕСПУБЛИКАСЫ» казахською мовою та «РЕСПУБЛИКА КАЗАХСТАН» російською мовою. На реверсі: у центрі — зображення Вознесенського кафедрального собору міста Алмати, у верхній частині — по колу написи «КАФЕДРАЛЫҚ ШІРКЕУ» та «КАФЕДРАЛЬНЫЙ СОБОР» та товарний знак Казахстанського монетного двору, у лівій частині — напис «АЛМАТЫ 2007», у нижній частині — напис «Ag 925 31,1 gr.»[13]